# Толстая, Екатерина Николаевна
Графиня Екатерина Николаевна Толстая (в замужестве княгиня Любомирская; 15 августа 1789 — 11 февраля 1870) — фрейлина двора, дочь обер-гофмаршала графа Николая Александровича Толстого, неизменного и любимого спутника Александра І в его путешествиях и графини Анны Ивановны Барятинской — сестры действительного камергера князя И. И. Барятинского.

## Биография
Родилась в Петербурге, крещена 1 сентября 1789 году в Никольском морском соборе, крестница графа Н. И. Салтыкова и девицы А. С. Толстой. Воспитывалась вблизи Двора. Будучи фрейлиной, пользовалась постоянным вниманием и расположением императрицы. Вращалась в обществ графини В. Н. Головиной и её дочерей. Имя графини «Catiche»  часто встречается в переписке императрицы Елизаветы Алексеевны и в записках графини Головиной и её дочери, графини Прасковьи Фредро. 
Вместе с Федро графиня Толстая была верной последовательницей шевалье Бассине д'Огара и под его влиянием тайно перешла в католичество. Перемена религии заставила её искать брачного союза среди католиков. 18 февраля 1812 года вышла замуж за флигель-адъютанта князя Константина Ксаверьевича Любомирского (1786—1870). Венчание было в Петербурге в церкви при Департаменте уделов. Первые годы замужества жила в петербургском доме родителей. В 1816 году сопровождала отца в его предсмертной поездке за границу, после навещала мать в Париже. С отставкой мужа 
проживала в его имение в Волынской губернии. Последние годы провела в Варшаве, где и умерла. Похоронена на Пово́нзковском кладбище.
В браке имела сына и семь дочерей:
- Теофила (Феофила; 10.12.1812[3]— ?), крещена 18 декабря 1812 года в церкви Св. Симеона  и Анны Пророчицы при восприемстве дяди Э. Н. Толстого и бабушки А. И. Толстой.
- Софья (12.05.1815[4]— ?), крещена 20 мая 1815 года в церкви Св. Симеона  и Анны Пророчицы при восприемстве деда графа Н. А. Толстого и графини девицы П. Н. Головиной.
- Валентина (1817—1889), жена графа Раймона Сегюра д`Агессо (1803—1889).
- Сигизмунд (1822—1863), камер-юнкер, надворный советник, с 1853 года женат на дочери графа А. Д. Гурьева, Александре  (1822—1854). Умерла при родах дочери Катажины-Марии (1854—1937). После смерти родителей она воспитывалась в Польше бабушкой, княгиней Любомирской, потом жила в Париже; с 1887 года жена Б. Бартошевского.
- Кристина (1825—1851), с 1850 года жена князя Евгения Адольфа Любомирского (1825—1911).
- Ядвига (1828—1908), с 1853 года замужем за графом Адамом Грабовским (1827—1899).
- Мария-Анна (1832—1905), в первом браке графиня Грабовская, во втором — графиня Роникер.
- Клементина (1838—1916), с 1859 жена графа Франциска Любенского, её сын граф Лев Лубенский, депутат II Государственной Думы, польский сенатор и дипломат.